# محمد الأخضر الأخضري السائحي
محمد الأخضر الأخضري السائحي المدعو سي المختار ،(18 ديسمبر 1927 بورقلة - 7 نوفمبر 1961 بأولاد معرف المدية) مناضل جزائري ومجاهد شهيد الثورة الجزائرية.

## مولده ونشأته
ولد سي المختار السائحي في 24 رجب 1347 هجري الموافق 18 ديسمبر1927 ميلادي في قرية العالية بلدية الحجيرة بدائرة تقرت ولاية ورقلة، لأبيه محمد العيد بن لخضر وأمه رقية بنت الميهوب (ميهوبي), ينتمي إلى عائلة الأخضري المتفرعة من عرش أولاد السائح المنحدر من سيدي أمحمد السايح بن أحمد بن علي بن يحي (أوائل القرن التاسع هجري أواخر القرن الخامس عشر ميلادي) أحد الرجال الصالحين بالمنطقة والموجود ضريحه بمنطقة جلالة بلدة عمر دائرة تماسين، حفظ القرآن الكريم في الخامسة عشر من عمره في بلدته الصغيرة «بلدة عمر» وتلقى دروسا في اللغة والنحو على يد ابن عمه الشيخ محمد الأخضر السائحي، حبه لطلب العلم والبحث عن المعرفة جعله يحط الرحال إلى جامع الزيتونة بتونس سنة 1946، لينهل من علمائها، ويرتشف من حقولها العلمية مكللا في الأخير بعد رحلة الجهاد التحصيلي الشاق على شهادة الأهلية في جوان 1949، ثم شهادة التحصيل في العلوم في أكتوبر 1952، فأتقن مبادئ اللغة العربية، وقواعد الشريعة الإسلامية، وأصول الفقه، والأدب والتاريخ،
وقد برز في هذه الفترة كما يقول عنه زملاؤه، بنهمه في المطالعة الأدبية، وبشغفه اللامحدود في التحصيل العلمي، فقد كان يدرس بجامع الزيتونة نهار، والمدرسة الخلدونية الحديثة ليلا، مما كان له أطيب الأثر على سلوكه، وأخلاقه، ووطنيته، وقوميته، ولم يكتف الشهيد بشهادتي الأهلية والتحصيل، بل تابع دراسته للحصول على الشهادة العالمية، لكنه لم يستمر فقد انقطع عن الدراسة فعاد إلى الجزائر – بلدة عمر - سنة 1953، واستقر هناك لمدة قصيرة ملازما والده في إدارة الأعمال الفلاحية.

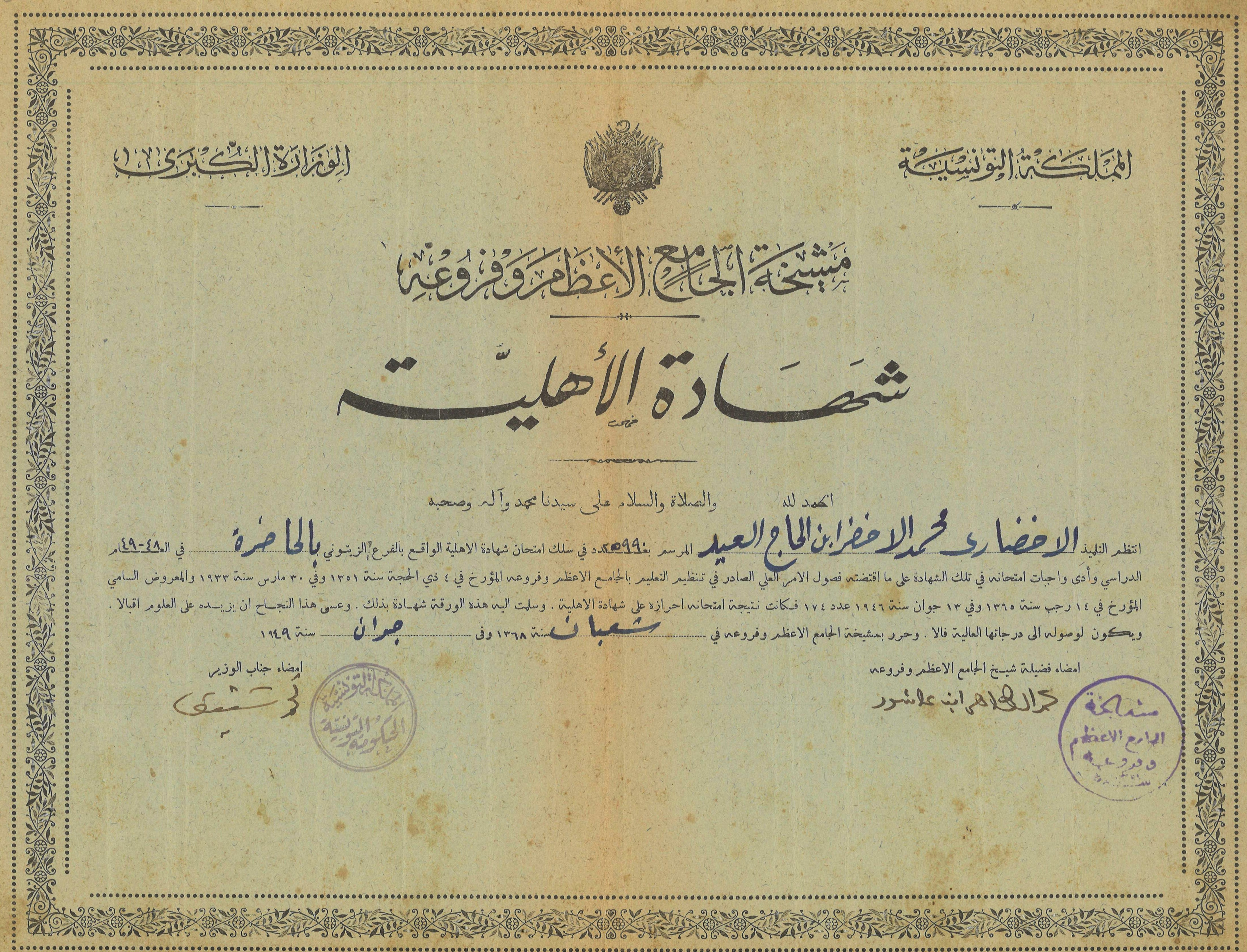
شهادة الأهلية التي تحصل عليها الشهيد محمد الأخضر الأخضري من جامع الزيتونة في جوان 1949

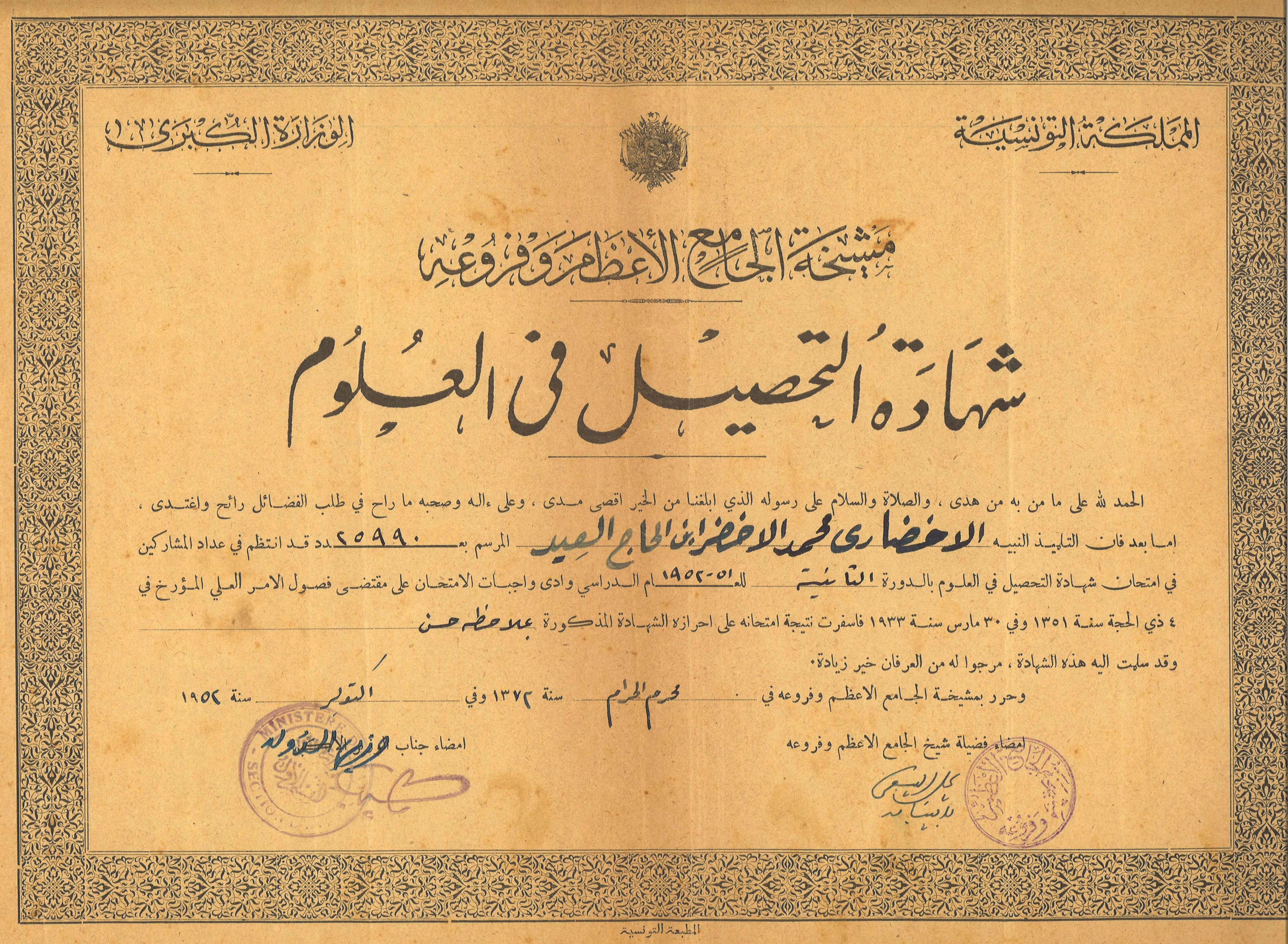
شهادة التحصيل في العلوم التي تحصل عليها الشهيد محمد الأخضر الأخضري من جامع الزيتونة في أكتوبر 1952

## النشاط السياسي قبل الثورة
أثناء تواجده بتونس كان محمد الأخضر مرتبطا بالحركة الوطنية حيث انخرط في صفوفها منذ شبابه وذلك بانتسابه إلى جمعية الطلبة الزيتونيين الجزائريين بتونس سنة 1947 وكان من بين رفقائه التلي بن الشيخ وعبد الحميد بن هدوقة والأمين بشيشي واخرون، كما كانت له علاقة بالعديد من مشايخ الجامع الأعظم والشخصيات العلمية التونسية امثال الشيخ علي بن خوجة والشيخ اللقاني والشيخ التقورتي والشيخ أحمد مختار الوزير والشيخ الفاضل بن عاشور وكان صديق للشاعر والصحفي محمد المرزوقي، حيث أنه لم يستمر طويلا في العمل بالفلاحة مع أبيه ببلدة عمر وقرر الانتقال إلى الجزائر العاصمة مرورا بباتنة واختار مهنة التعليم سنة 1954، فعمل في مدارس الحركة الوطنية بالعاصمة ثم مديرا ومدرسا بمدرسة الصباح الحرة 5 نهج النمر - باب الجديد بالعاصمة رفقة مناضلين آخرين من امثال زبير الثعالبي وخالد قويدري ومختار بن جدو

## دوره في الثورة
أثناء تواجده بالعاصمة كان محمد الأخضر من مسؤولي جبهة التحرير الوطني المكلفين بالعمل التنظيمي والتحسيسي وبعد مضايقته من طرف مصالح الأمن الفرنسي التي أدرجته ضمن الأشخاص المبحوث عنهم، واثر مساهمته الفعالة في إضراب الثمانية أيام سنة 1957, فقام بالتخفي حيث مكث مدة رفقة إخوانه من المجاهدين بالجامع الكبير عند الشيخ بابا عمر قبل أن ينتقل إلى منطقة أولاد شبل بضواحي الجزائر العاصمة التي كان بها أحد مراكز جبهة التحرير فالتحق بصفوف جيش التحرير الوطني بالولاية الرابعة
خلال هذه الفترة كان مرشدا بالولاية الرابعة وغير مرتبط بمنطقة معينة وقد كلفه العقيد سي أمحمد بوقرة بعدة مهام قبل أن يصبح مسؤولا على منطقة الساحل المنطقة السادسة ضواحي الجزائر العاصمة ومتيجة (بوفاريك -دويرة – سطاوالي – السحاولة – الشراقة – بئر خادم – بئر توتة – بابا علي - الأربعاء - تابلاط) حسب شهادة الرائد سي يوسف بن خروف، كما اشتغل بجهاز الإعلام والدعاية المضادة رفقة الإخوة بوعلام أوصديق وعبد القادر نزيري وأحمد أرسلان وعبد اللاوي، وقد كان العقيد سي صالح زعموم قائد الولاية حريصا على أن تنشر الأخبار باللغتين العربية والفرنسية وكان يطلب من سي مختار الذي كان صديق حميما له وأن يقرأ عليه النص العربي بالنظر لفصاحته وقدرته على التبليغ حسب شهادة الرئد سي لخضر بورقعة، في بداية سنة 1960 تم تعين سي المختار من طرف قيادة الولاية مسؤول سياسي بقيادة المنطقة الخامسة بالولاية الرابعة التي تشمل نواحي سور الغزلان وبئر غبالو وسيدي عيسى وعين بسام وعين بوسيف والتي انشئت في مكان المنطقة الأولى بالولاية السادسة بعد الاضطربات التي عرفتها الولاية السادسة (الصحراء), إثر استشهاد العقيد الطيب الجغلالي.
حيث تكون مجلس قيادة المنطقة الخامسة على النحو التالي:
- قائد المنطقة سي إلياس بابا علي (شهيد)
- العضو السياسي بالمنطقة سي المختار السائحي
- العضو العسكري بالمنطقة سي محمد الديرة (وهابي بن هني)
- عضو المنطقة المكلف بالأخبار سي محمد بن قدور

انتقل سي المختار للمنطقة السادسة (متيجة) في ديسمبر 1960 حيث عين على رئسها برتبة نقيب ضابط ثاني سياسي وعسكري خلفا للنقيب سي محمد بوسماحة الذي ألقي عليه القبض عليه مجروحا بعد اشتباك ببني مسوس يوم 26 نوفمبر 1960, وبعد استشهاد سي إلياس في 06 مارس 1961 أصبح سي محمد الديرة قائد للمنطقة الخامسة (سور الغزلان), ولكن بعد أن وقع سي محمد الديرة في الأسر لدي الجيش الفرنسي أوت 1961, قررت قيادة الولاية تعين سي المختار على رأس المنطقة الخامسة بحكم معرفته السابقة بها حيث وصل بها جهاده حتى استشهاده.

## استشهاده

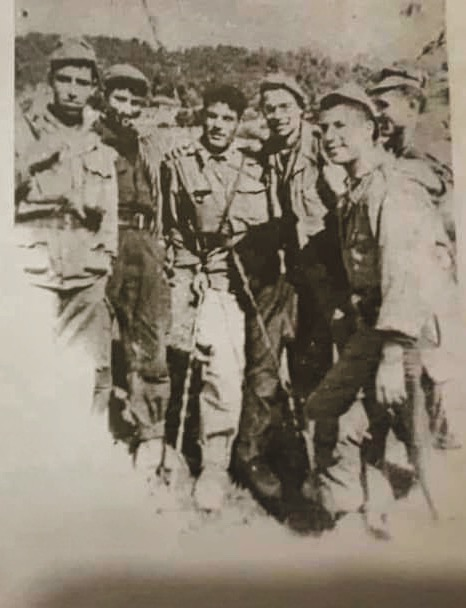
صورة منشورة في كتاب "شاهد على اغتيال الثورة" للمجاهد لخضر بورقعة، من اليسار الرائد عمر رمضان، الشهيد محمد مارانقو، الشهيد سليمان، الشهيد النقيب مختار السائحي، الملازم السعيد بوراوي.

استشهد سي المختار في 7 نوفمبر1961 مع رفيقه سي أحمد بن سعد (أحمد يحياوي) بعد أن حاصرتهما قوات الاستعمار في مسكن يقع بسد بني يحي بأولاد معرف دائرة عين بوسيف ولاية المدية وذلك على أثر وشاية من أحد الخونة الذي دل العساكر الفرنسية على مكان اجتماع المجاهدين وقد دامت المعركة بين الشهدين والجيش الفرنسي من الرابعة بعد الظهر إلى التاسعة ليلا حيث اضطر العدو إلى استعمال الأنوار الكاشفة والطائرات القادمة من قاعدة الجوية بعين وسارة لقصف المجاهدين الشهدين، دفن في مقبرة البيرين دائرة البيرين ولاية الجلفة.

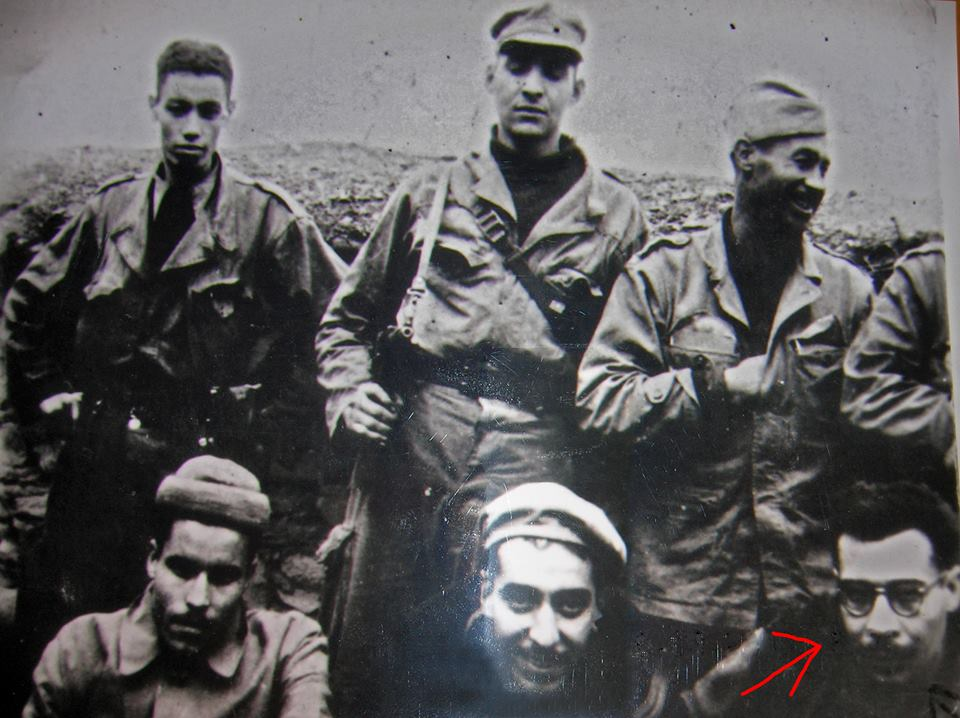
صورة للشهيد محمد الأخضر الأخضري المدعو سي مختار السائحي رفقة مجموعة من المجاهدين

يجمع كل من عرف الشهيد طالبا أو مدرسا أو مجاهدا أنه كان ذا أخلاق عالية محبا للأدب والنكتة متواضعا يؤثر غيره على نفسه وكان في المعركة شجاعا وهادئا حتى في أصعب الظروف، كان دائما يحث على الاتصال بالشعب وربطه بالثورة وكان حريصا على الوحدة الوطنية وأثناء محاولة السلطات الفرنسية فصل الصحراء عن شمال البلاد حيث أجرى اتصالات مع الشيخ سيدي أحمد التجاني مقدم الزاوية التجانية بتماسين ومع أمنكول التوارق الشيخ موسى أخموخ لمواجهة موقف حمزة بوبكر الانفصالي.

وقبل وفاته بأقل من شهرين بعث برسالة لوالديه قال فيها:
| محمد الأخضر الأخضري السائحي | ...إن قدر الله لي أن أراكم وألتقي بكم في هذه الحياة فتلك أعز أماني ,وإن قدر الله لي أن أسبق إلى الجنة ,فهذه هي الطريق التي كنتم توصوني بها وتربوني عليها.... | محمد الأخضر الأخضري السائحي |

## إعادة دفن رفات الشهيد

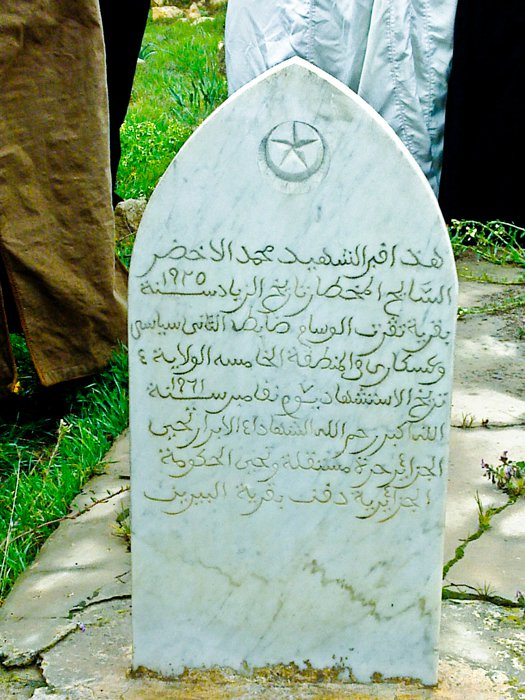
شاهد قبر الشهيد محمد الأخضر الأخضري السايحي المدعو سي المختار بمدينة البيرين الجلفة

في يوم 13 مارس 2011 قامت السلطات المحلية رفقة وزير المجاهدين، على تدشين مقبرة الشهداء ببلدية البيرين، حيث تم رفع العلم على وقع النشيد الوطني وتليت فاتحة الكتاب على أرواح الشهداء بعد تحويل ودفن رفاة الشهيدين محمد الأخضر الأخضري، مسؤول منطقة، ويحياوي أحمد، مسؤول ناحية، بحضور أفراد من أقربائهم ورفقاء سلاح الشهيدين وجمع من المجاهدين والمواطنين.
1. ↑  محمد الأخضري السائحي - موقع مؤسسة ذاكرة الولاية الرابعة التاريخية نسخة محفوظة 11 ديسمبر 2017 على موقع واي باك مشين.
2. ↑  المحرر (23 فبراير 2022). "خطاب إلى أصدقائي الثلاثة الشهداء". جمعية العلماء المسلمين الجزائريين. مؤرشف من الأصل في 2024-04-07. اطلع عليه بتاريخ 2024-04-07.
3. ↑  محفوظ اليزيدي (2003). مذكرات النقيب محمد صايكي شهادة ثائر من قلب الجزائر. دار الأمة للطباعة والنشر والتوزيع. ص. 429.
4. ↑  Si Djamel Ahmed Bennai (2012). Le Sang De La Liberte Mémoires D'un Combattant De L'ALN (بالفرنسية). Editions Dahlab. p. 292.
5. ↑  Mohamed Teguia. L’armée de libération nationale en wilaya IV (بالفرنسية). Casbah Editions. p. 240.
6. ↑  وزير المجاهدين..دفن رفاة الشهيدين محمد الأخضر الأخضري، مسؤول منطقة، ويحياوي أحمد، مسؤول ناحية، جريدة المجاهد، 13 مارس 2011 م، نسخة فرنسية نسخة محفوظة 17 ديسمبر 2019 على موقع واي باك مشين.
7. ↑  وزير المجاهدين بالجلفة:مراسيم إعادة دفن رفات الشهيدين محمد الأخضر السائحي المدعو سي المختار ويحياوي أحمد بن ساعد، جريدة المساء، 13 مارس 2011 م نسخة محفوظة 02 مارس 2014 على موقع واي باك مشين. [وصلة مكسورة]

## وصلات خارجية
- موقع مؤسسة ذاكرة الولاية الرابعة التاريخية
- موقع وزارة المجاهدين